# Wiskitki
Wiskitki è un comune rurale polacco del distretto di Żyrardów, nel voivodato della Masovia.
Ricopre una superficie di 150,94 km² e nel 2004 contava 9 278 abitanti.